# Bunker Hill (Oregon)
Bunker Hill is een plaats (census-designated place) in de Amerikaanse staat Oregon, en valt bestuurlijk gezien onder Coos County.

## Demografie
Bij de volkstelling in 2000 werd het aantal inwoners vastgesteld op 1462.

## Geografie
Volgens het United States Census Bureau beslaat de plaats een oppervlakte van
4,0 km², waarvan 3,8 km² land en 0,2 km² water.

## Plaatsen in de nabije omgeving
De onderstaande figuur toont nabijgelegen plaatsen in een straal van 28 km rond Bunker Hill.